# Massimo Bertocchi
Massimo Bertocchi (né le 27 septembre 1985 à North York, Ontario) est un athlète canadien d'origine italienne, spécialiste du décathlon.

## Biographie
Le meilleur résultat de Massimo Bertocchi est de 8 014 points à Windsor, ce qui lui permet de se qualifier pour les Jeux olympiques de Pékin en 2008.